# Gare d’Apach
Gare d’Apach vasútállomás Franciaországban, Apach településen.

## Vasútvonalak
Az állomást az alábbi vasútvonalak érintik:
- Thionville–Trier-vasútvonal

## Kapcsolódó állomások
A vasútállomáshoz az alábbi állomások vannak a legközelebb:
- Perl railway station
- Gare de Sierck-les-Bains